# Villa Altagracia
Villa Altagracia è un comune della Repubblica Dominicana di 78.507 abitanti, situato nella Provincia di San Cristóbal. Comprende, oltre al capoluogo, tre distretti municipali: San José de El Puerto, La Cuchilla e Medina.